# New Kids on the Block
Ne doit pas être confondu avec New Kids.
New Kids on the Block (ou NKOTB) est un boys band fondé à Boston en 1984 et composé de cinq membres. 
Ils se sont séparés en 1994, puis ont annoncé leur retour début 2008, avec une tournée et un nouvel album intitulé The Block. NKOTB a influencé des formations telles que Take That, Boyzone, Backstreet Boys et *NSYNC.

## Histoire
1984 à Boston. Le rap et le hip-hop sont rois[source insuffisante], pourtant le producteur Maurice Starr (en) (qui a déjà fondé New Edition, un autre groupe originaire de Boston, quelques années auparavant) décide de former un groupe de musique pop composé de 5 jeunes garçons. Pour cela, il fait appel à Mary Alford, une professeur de chant. Le premier garçon qu'elle lui présente est Donnie Wahlberg et celui-ci présente à son tour son copain Jordan Knight et son propre frère, Mark Wahlberg ainsi que Jamie Kelly, qui ne restera pas longtemps.
Très vite, Mark Wahlberg exprime ses différences et décide de créer son propre groupe : Marky Mark and the Funky Bunch. Il est remplacé par le frère de Jordan, Jonathan Knight. Un jeune collégien passionné de musique, Joey McIntyre (le « remplaçant » de J. Kelly), intègre ensuite le groupe pour le compléter. Tout d'abord baptisé Nynuk, le groupe devient très vite les « New Kids on the Block » (« les nouveaux gamins du quartier »). Un premier album homonyme, au succès mitigé, sort au début de l'année 1986. Les résultats positifs n'arriveront qu'en 1988 avec leur deuxième opus, Hangin' Tough.
Leur renommée donnera lieu à la naissance d'un dessin animé en 1990 et à une série de produits dérivés : autocollants, poupées, friandises, bandes dessinées, cartes de collection, vêtements…
En 1994, après une longue pause sort l'album Face the Music, plus mûr aux accents New jack swing. Malgré les critiques positives, cet album ne sera pas aussi rentable que les précédents. Le groupe se sépara la même année pour se consacrer à des projets personnels.
En 2004, la chaîne musicale VH1 a tenté de reformer le groupe pour une performance d'un soir dans l'émission Bands Reunited. Seuls deux des cinq membres furent d'accord (Jordan et Jonathan Knight). 
Le 31 mars 2008, People magazine annonce que les cinq membres du groupe vont participer à l'émission Today Show le 4 avril de la même année. Après 14 ans de séparation, le groupe a annoncé officiellement sa reformation et sort un nouvel album intitulé The Block début septembre - le premier single extrait est intitulé Summertime. Lady Gaga participe à une de leurs chansons sur cet album intitulée Big Girl Now. 
À l'occasion de leur tournée en 2009, le groupe est passé au Zénith de Paris le 4 février. Pour la première fois de leur carrière, les NKOTB se sont produits au Radio City Music Hall à New York les 17-18-19 juin 2010. 
Le groupe collabore avec les Backstreet Boys entre 2011 et 2012 et ont monté un supergroupe, intitulé NKOTBSB. De cette fusion naîtront une tournée mondiale et un album éponyme comportant les meilleurs tubes des deux groupes ainsi que des nouveaux titres inédits.  
Le 2 avril 2013 sort "10", leur sixième album studio (mais dixième en comptant les albums de Noël, remix et best of).

## En dehors des New Kids on the Block
- Jonathan Knight : À la séparation du groupe en 1994, Jonathan Knight reprend des études dans le milieu de l'immobilier. Depuis 2021, il anime une émission de rénovation de fermes dans la Nouvelle-Angleterre, intitulée The farm house[1].

- Jordan Knight : En 1999, il enregistre un album solo "Jordan Knight". Cette année-là il fit la première partie de la tournée de NSYNC. En 2004, il participe à deux émissions de télé-réalité  : The Surreal Life et Trust Me - I'm A Holiday Rep. En septembre 2006, il sort un nouvel album intitulé "Love Songs" et en 2011, "Unfinished".

- Joey McIntyre : Le plus jeune des NKOTB a sorti plusieurs albums en solo, "Stay The Same" en 1999, puis "Meet Joe Mac", "One Too Many", "8:09", "Talk To Me", et plus récemment un EP intitulé "Here We Go Again". Joey McIntyre a joué dans la série "Boston Public" et dans plusieurs comédies musicales comme Wicked. En 2005, il a participé à la première saison de Dancing with the Stars et a fait partie de la tournée 2006 aux États-Unis et au Canada. En 2011 il enregistre un album de Noël, "Come Home For Christmas".

- Danny Wood : Il a produit des disques et enregistré plusieurs albums : en 1999 "Room Full Of Smoke", en 2003 "Second Face", en 2007 "Coming Home", et en 2009 "Stronger: Remember Betty", dont les bénéfices ont été entièrement versés à une association de lutte contre le cancer. Danny a participé à l'émission Totally Boyband pour MTV.

- Donnie Wahlberg : Il a suivi les traces de son frère Mark, et a joué dans plusieurs films au cinéma tels que Southie (1998) ou Sixième Sens (1999). Donnie a joué le rôle principal dans le film d'horreur Saw 2 (2005), il réitère avec Saw 3 (2006) et Saw 4 (2007). Il tourne également dans Kings of South Beach, Dead Silence et Kill Point : Dans la ligne de mire. À la télévision, il est apparu dans Boomtown, Frères d'armes et Runaway. Il figure dans la distribution de la série Blue Bloods où il tient le rôle principal aux côtés de Tom Selleck.

## Membres
- Jonathan Knight (Né le 29 novembre 1968),
- Jordan Knight (Né le 17 mai 1970),
- Joey McIntyre (Né le 31 décembre 1972),
- Donnie Wahlberg (Né le 17 août 1969),
- Danny Wood (Né le 14 mai 1969).

## Discographie

### Albums studio
- 1986 : New Kids on the Block
- 1988 : Hangin' Tough
- 1989 : Merry, Merry Christmas
- 1990 : Step by Step
- 1994 : Face the Music
- 2008 : The Block
- 2011 : NKOTBSB (avec Backstreet Boys)
- 2013 : 10
- 2017 : Thankful (Ep)
- 2024 : Still Kids

### Compilations & Rééditions
- 1991 : No More Games: The Remix Album
- 1999 : Greatest Hits
- 2019 : Hangin' Tough (Réédition 30e anniversaire : 8 titres bonus)

## Adaptation en comics
Dans les années 1990, Harvey Comics publie une série dont les personnages principaux sont les membres du groupe. Un des dessinateurs est Hy Rosen.